# Мриц Володимир Іванович

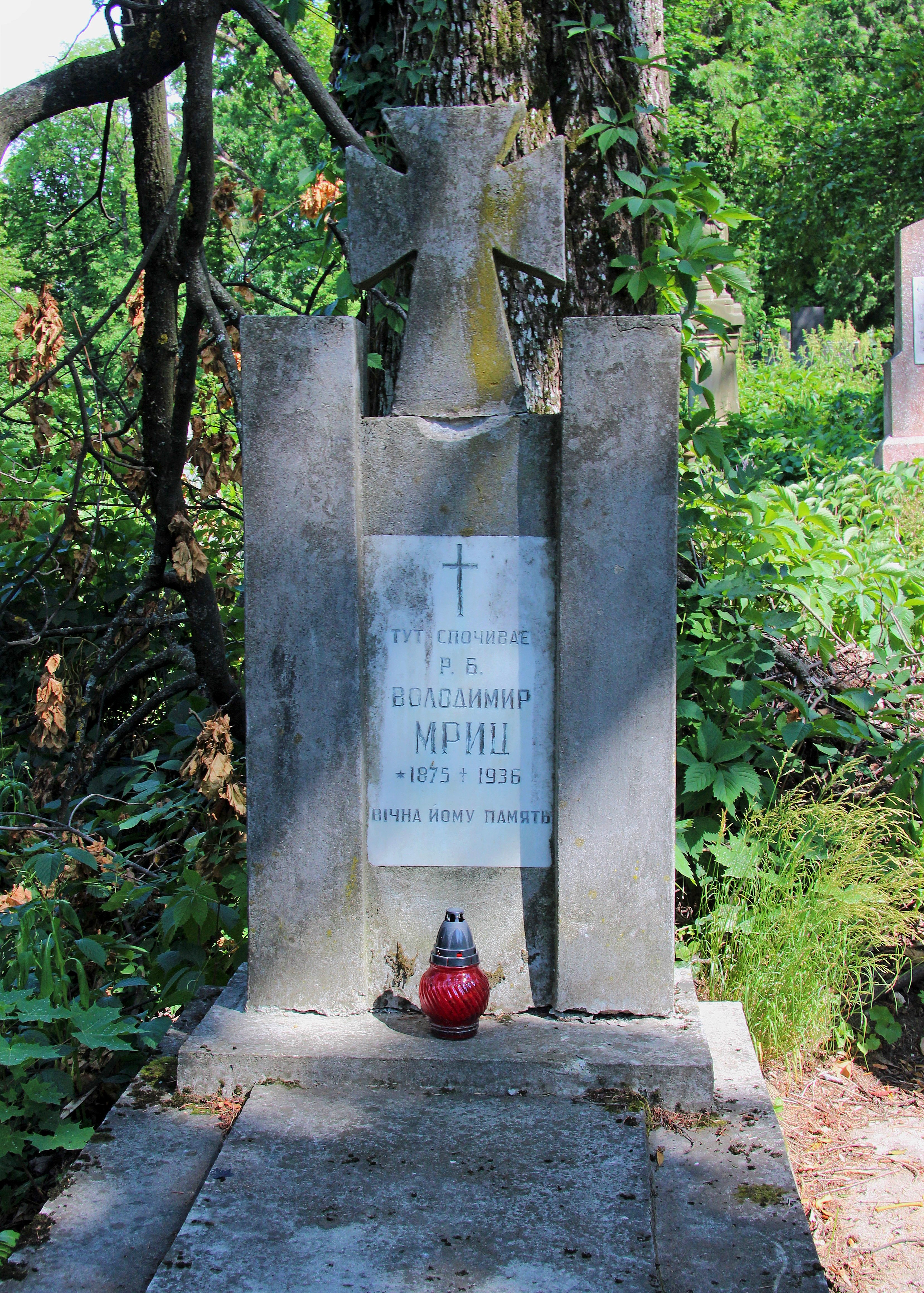

Володимир Іванович Мриц (11 серпня 1875, с. Горуцко, нині у складі смт Меденичі, Дрогобицький район — 3 січня 1937, м. Львів) — український урядник, держслужбовець, громадський діяч.

## Життєпис
Народився 11 серпня 1875 року с. Горуцко (Королівство Галичини та Володимирії, Австро-Угорська імперія, нині в складі смт Меденичі, Дрогобицький район, Львівська область, Україна).
Закінчив гімназію та правничий виділ (факультет) університету в м. Львів. Працював в установах скарбу (фінансів), зокрема в містах Чортків, Борщів (від 1906 року, брав участь у «Листопадовому зриві» — встановленні влади Української держави — ЗУНР). Працював комісаром Борщівського повіту (3 листопада 1918 — кінець січня 1919), згодом — у Державному секретаріаті фінансів ЗУНР у м. Станиславів (нині Івано-Франківськ). Від 1922 року був пов'язаний з м. Тернопіль, де працював в окружному скарбовому уряді. Брав активну участь у діяльності українських громадських організацій. Після виходу на пенсію переїхав до Львова.
Помер 3 січня 1937 року в м. Львів (нині Україна) . Похований на полі № 17 Личаківського цвинтаря.